# Misiología
La misiología, también conocida como misionología , es el estudio académico de la historia y la metodología de la misión cristiana. Comenzó a desarrollarse como una disciplina académica formal en el siglo XIX.

## Definición
En términos generales, la misiología es "un campo interdisciplinario de investigación sobre la misión o las misiones cristianas que utiliza métodos teológicos, históricos y diversas ciencias sociales."
Históricamente, el campo se ha enfocado en los esfuerzos misioneros y evangelísticos de las denominaciones protestantes y católicas de Europa y América del Norte hacia otras partes del mundo. Sin embargo, el declive del cristianismo en Occidente ha coincidido con el rápido crecimiento de los movimientos evangélicos y pentecostales en el Mundo Mayoritario, (África, Asia, Medio oriente y Sudamérica) para quienes la misión y la evangelización son su 'raison d’être'.
A través del trabajo misionero en nuevos contextos y el cambio gradual en la población cristiana mundial del mundo occidental al no occidental, los cristianos han tenido que enfrentarse a nuevas preguntas. Aunque tiene raíces bíblicas y teológicas, la misiología ha buscado, por lo tanto, una profunda interacción con las ciencias sociales, en disciplinas como la antropología, la historia, la geografía, la teoría de la comunicación, los estudios religiosos comparados, los estudios sociales, la educación, la psicología y las relaciones interreligiosas.
La misiología ha incluido así temas como la inculturación, la contextualización, las relaciones interreligiosas y la misión inversa.

## Historia
La misiología como disciplina académica apareció únicamente en el siglo XIX. Fue el misionero escocés Alexander Duff quien primero desarrolló una teoría sistemática de la misión y fue nombrado en 1867 para la primera cátedra de misiología del mundo, la nueva cátedra de Teología Evangelística en el New College (Edimburgo). La cátedra tuvo corta duración y se cerró tras la salida de Duff.
Gustav Warneck es frecuentemente reconocido como el fundador de la misiología protestante como disciplina. Fundó en 1874 la primera revista científica misionera, Allgemeine Missions-Zeitschrift, y fue nombrado en 1897 titular de la cátedra de ciencias misioneras en la Universidad de Halle, en Alemania. Su obra en tres volúmenes sobre la teoría de la misión protestante, Evangelische Missionlehre, y su estudio general sobre la historia del trabajo misionero protestante fueron de enorme importancia para la joven disciplina.
Influenciado por la obra de Warneck, elhistoriador de la Iglesia católica Joseph Schmidlin comenzó a impartir clases de misiología en 1910 en la Universidad de Münster y fue nombrado en 1914 a la primera cátedra de misiología católica en esa misma universidad.
Desde la década de 1950, la misiología ha sido discutida generalmente dentro del marco teológico de la missio Dei, la "Misión de Dios". Esto ha desplazado el enfoque del término "misiones" en plural —centrado exclusivamente en la evangelización de personas no cristianas en contextos extranjeros— hacia el término "misión" en singular, un tema más amplio que incluye una multiplicidad de actividades de Dios en el mundo. Así, "la misión es la participación del pueblo de Dios en la acción de Dios en el mundo. La reflexión teológica y crítica sobre la misión se llama misiología.

## Desarrollos actuales
Hoy en día, la misiología se enseña en muchas escuelas teológicas cristianas, y su campo de estudio y sus relaciones con otras ciencias teológicas y sociales varían considerablemente. Aunque continúa considerándose una disciplina teológica cristiana, algunos han cuestionado si la misiología es estrictamente una disciplina eclesiástica o una académica.
Existen varias sociedades académicas dedicadas a la misiología, como las organizaciones norteamericanas American Society of Missiology (ASM) y la Evangelical Missiological Society (EMS), así como la International Association for Mission Studies (IAMS). En el ámbito académico europeo, especialmente en contextos germanoparlantes, ha ido ganando predominancia el término "teología intercultural".
La estrecha interacción entre la misiología, las ciencias sociales y la cultura llevó a los académicos a moldear la disciplina dentro del marco de la historia y la sociología, recordando también el "pasado colonial de las misiones", cuando los cristianos a menudo intentaban usar su poder político y económico en la evangelización. Muchos misionólogos hoy en día rechazan estos métodos e intentan construir un nuevo paradigma que no utilice enfoques imperialistas que conduzcan a la imposición lingüística y cultural.